# Albergo dei Poveri (Gênes)
 (janvier 2023).
L'Albergo dei Poveri (littéralement, « Auberge des pauvres ») est un bâtiment historique situé sur la Piazza Emanuele Brignole, dans le quartier collinaire de Castelletto, à Gênes.

## Histoire

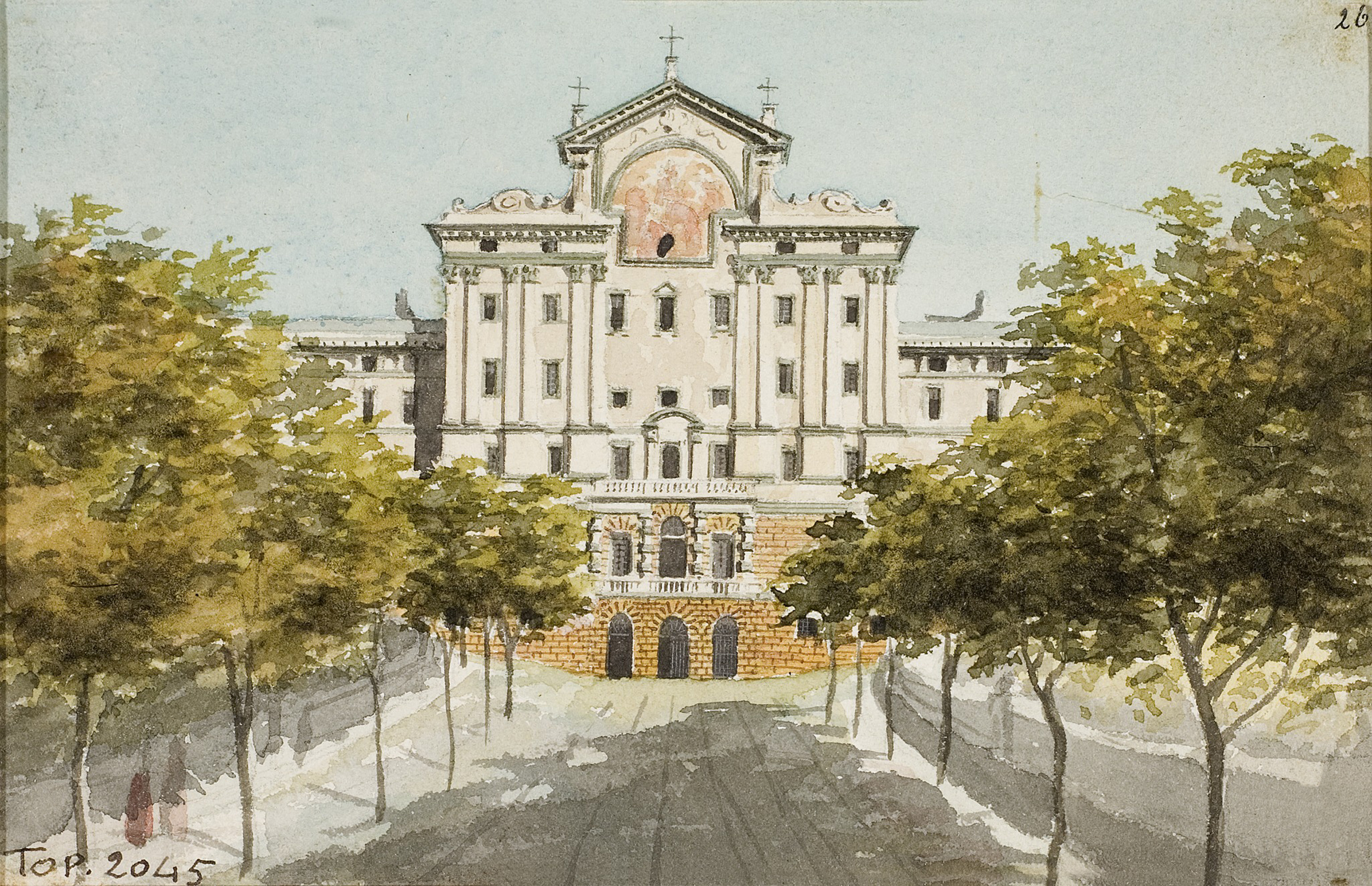
L'Albergo dei Poveri dans une aquarelle du peintre Luigi Garibbo.

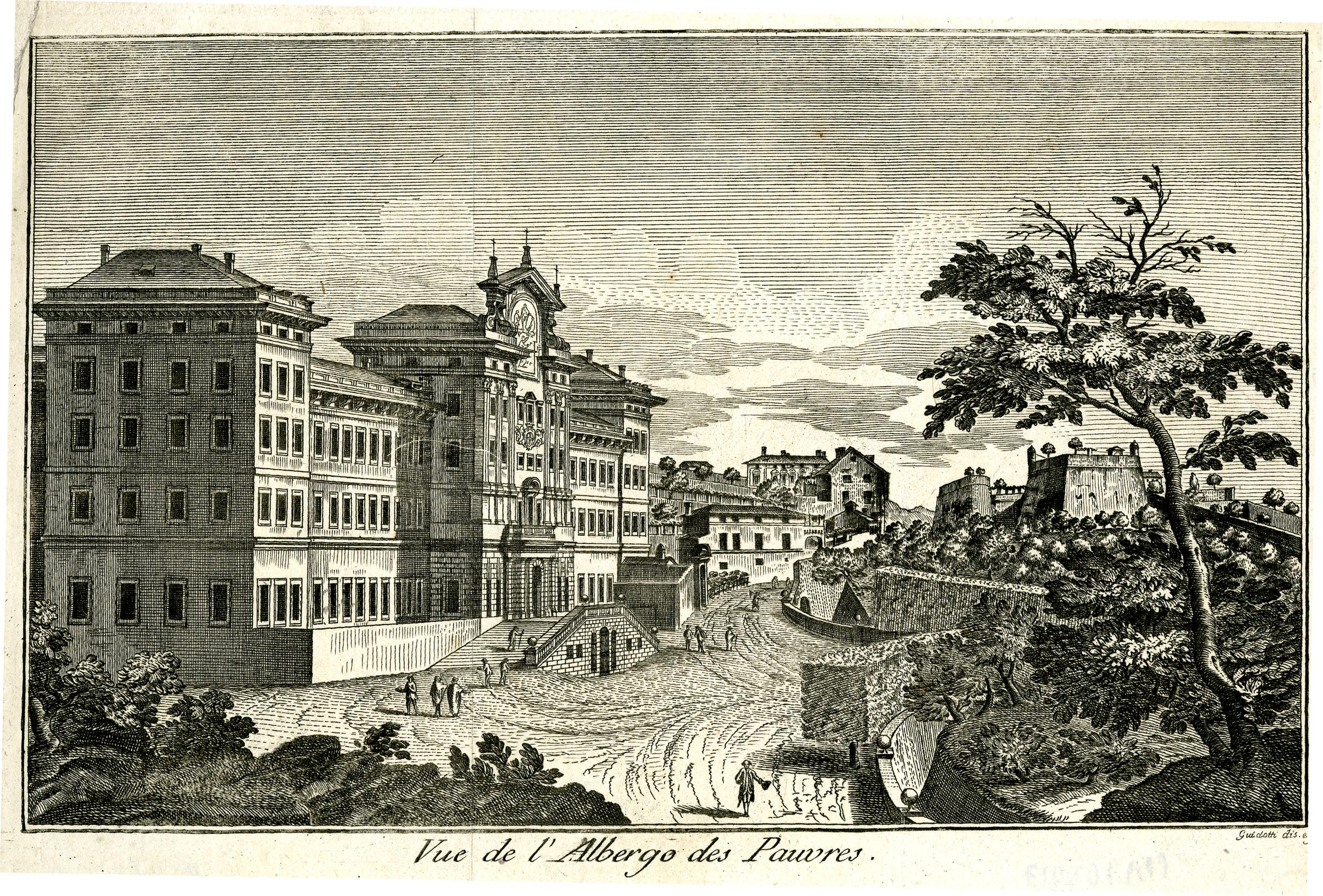
L'Albergo dei Poveri dans une ancienne gravure.

Sa première construction a eu lieu en 1652 à la demande d'Emmanuel Brignole qui, avec Oberto della Torre, a été choisi par la république de Gênes pour superviser la construction d'un nouvel abri ou refuge pour loger les pauvres de la ville. Quatre ans après l'ouverture du chantier, en 1656, les travaux sont suspendus en raison d'une violente épidémie de peste qui décime la population génoise et les villages voisins.
En raison du désastre causé par la maladie, les travaux ont été suspendus, et seule la donation spontanée de Brignole lui-même - qui, selon certaines sources, s'élevait à l'époque à environ 100 000 lires - a permis de reprendre les travaux.
Les travaux prirent pratiquement fin près de deux cents ans plus tard, car l'édifice fut agrandi plusieurs fois au cours des siècles suivants, notamment dans les années 1667, 1689, 1702 et ce n'est qu'en 1835 que l'édifice prit son aspect actuel.
Surtout dans les premières années de construction, l'hôtel a été utilisé à d'autres fins, notamment après le bombardement naval de la flotte française en 1684. Les représentants de la république génoise se sont en effet réfugiés ici, transférant temporairement les anciens et précieux biens publics génois tels que le trésor de San Lorenzo et les cendres de saint Jean Baptiste à l'intérieur du bâtiment.
Dans la dernière décennie du XXe siècle, le bâtiment a reçu une destination plus moderne, grâce à la naissance d'un nouveau type d'assistance aux personnes âgées dans le besoin, et depuis quelques années, les salles de cours et les bureaux de diverses facultés de l'université de Gênes sont présents dans l'aile orientale du bâtiment.

## Structure

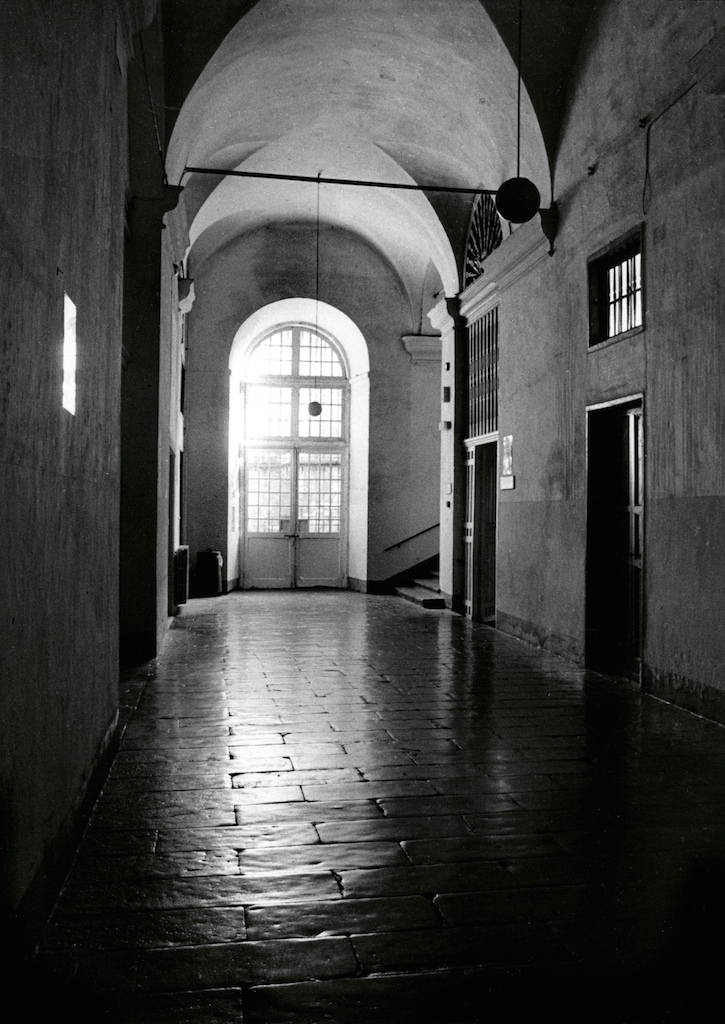
Intérieur de l'Albergo dei Poveri.

### Le complexe
Selon certaines sources, le projet original du bâtiment, celui de 1652, est l'œuvre de l'architecte Stefano Scaniglia di Sampierdarena qui, avec Giovanni Battista Ghiso, a adapté le palais aux caractéristiques morphologiques du terrain ; le bâtiment est en effet situé entre les pentes du mont Galletto et la colline de Carbonara. Au XIXe siècle, les routes d'accès à travers le vaste jardin du palais ont été construites.
Le complexe - de plan quadrilatère - présente une longue façade, formée de deux corps latéraux avancés et d'un corps central déplacé, conclu par un imposant fronton. Il ressemble davantage à un palais qu'à un hospice. Au centre du premier étage se trouve l'église entourée de quatre grandes cours intérieures.

### L'église
L'édifice regorge d'œuvres artistiques picturales et sculpturales précieuses. À l'intérieur de l'église, dédiée à l'Immaculée Conception et à nef unique, on trouve une Ascension du peintre Domenico Piola ainsi que des autels en marbre ; sur le maître-autel, sculpté par Francesco Schiaffino, il y a une statue de l'Assomption du sculpteur Pierre Puget. À gauche du maître-autel, près de l'entrée qui mène à ce qui était autrefois l'Église des Hommes, le fondateur Emanuele Brignole est enterré sous une pierre tombale sans nom, selon sa volonté.